# Rodamiento de rodadura esférica

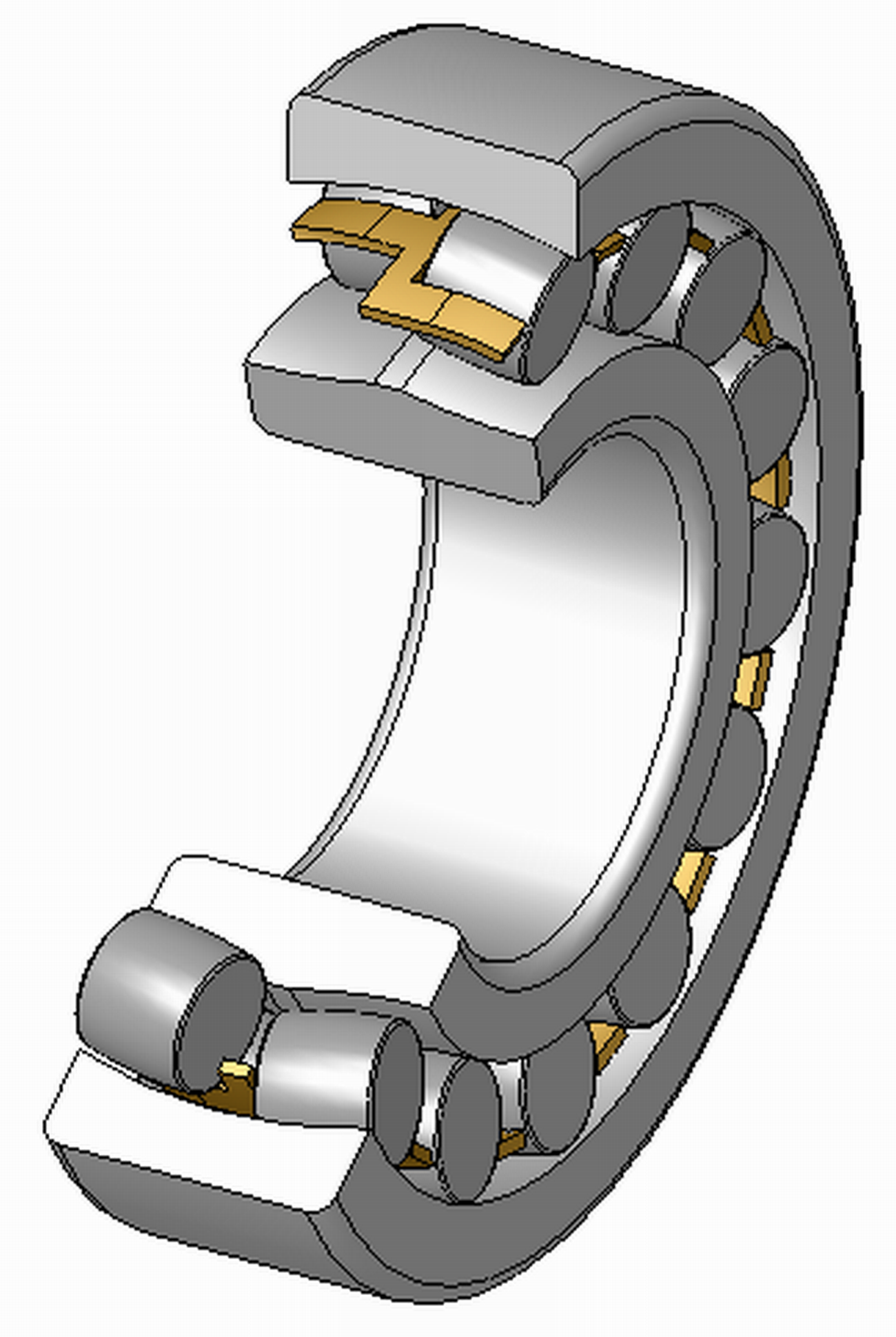
Cojinete de rodillos esféricos con jaula de latón en u corte transversal

Un rodamiento de rodadura esférica (también conocido como rodamiento de rodillos a rótula; nombre en inglés: Spherical roller bearing) es un tipo de cojinete que admite un cierto grado de desalineación angular gracias al perfil esférico de la cara interna de su anillo exterior y a sus elementos rodantes con forma de barril. Normalmente, estos cojinetes soportan un eje giratorio en el orificio del aro interior, que puede estar desalineado con respecto al aro exterior, de forma que además de permitir el giro del eje, también se comportan parcialmente como una rótula esférica. Sus elementos rodantes tienen forma de cilindros achatados ligeramente por el centro.

## Construcción
Un rodamiento de rodadura esférica consta de un anillo interior con dos surcos de rodadura inclinados en ángulo con respecto al eje del rodamiento, un anillo exterior con un surco de rodadura esférico común, rodillos en forma de barril, jaulas y, en algunos diseños, también anillos de guía internos o anillos centrales. En ocasiones pueden estar sellados.

## Historia
El rodamiento de rodadura esférica fue inventado por el ingeniero Arvid Palmgren y fue introducido en el mercado en 1919 por la empresa sueca SKF. Su diseño original es prácticamente el mismo que el de los que se usan en las máquinas modernas.

## Diseños

Rodamiento de rodadura esférica de dos hileras con brida central

Rodamiento de rodadura esférica de una hilera (rodamientos cilíndricos achatados)

La mayoría de los rodamientos de rodadura esférica están diseñados con dos filas de rodillos, lo que les permite soportar cargas radiales y axiales muy elevadas. También hay diseños con una fila de rodillos, adecuados para cargas radiales más bajas y prácticamente sin carga axial. Estos también se denominan "rodamientos de rodillos en forma de barril" o "Tonnenlager" y normalmente están disponibles en las series 202 y 203.
El diseño interno del rodamiento no está estandarizado por ISO, por lo que varía entre diferentes fabricantes y series. A continuación se citan algunas características que pueden compartir o no:
- Características de lubricación en los anillos interior o exterior
- Brida central
- Anillo guía o anillo central
- Sellos integrados
- Jaula

## Dimensiones
Las dimensiones externas de los rodamientos de rodadura esférica están estandarizadas por ISO en la norma ISO 15: 1998. Algunas de las series comunes de rodamientos de rodillos esféricos son: 213, 222, 223, 230, 231, 232, 238, 239, 240, 241, 248, 249.

## Materiales
Los anillos de los cojinetes y los elementos rodantes pueden estar hechos de varios materiales diferentes, pero el más común es el "acero al cromo" (alto contenido de cromo y carbono), un material con aproximadamente un 1,5% de contenido de cromo. Este "acero al cromo" ha sido estandarizado por distintos organismos y, por lo tanto, existen varios materiales similares, como: AISI 52100 (EE. UU.), 100CR6 (Alemania), SUJ2 (Japón) y GCR15 (China).
Algunos materiales comunes para jaulas de cojinetes son:
- Chapa de acero (estampada o cortada con láser)
- Poliamida (moldeada por inyección)
- Latón (estampado o mecanizado)
- Acero (mecanizado)

La elección del material se realiza principalmente por el volumen y el método de fabricación. Para los rodamientos de gran volumen, las jaulas son a menudo de chapa estampada o poliamida moldeada por inyección, mientras que los fabricantes de pequeños volúmenes o series reducidas de piezas a menudo emplean jaulas de latón o de acero mecanizado. Para algunas aplicaciones específicas, se usan materiales especiales de revestimiento (por ejemplo, en aplicaciones que deban resistir fuertes vibraciones, se adopta un orificio cilíndrico recubierto de PTFE).

## Fabricantes
Algunos fabricantes de rodamientos de rodadura esférica son SKF, Schaeffler, Timken Company, NSK Ltd., NTN Corporation y JTEKT.
Desde que SKF introdujo el rodamiento de rodadura esférica en 1919, su diseño se ha perfeccionado a lo largo de las décadas para mejorar su capacidad de carga y reducir la fricción operativa, jugando con una serie de parámetros como materiales, geometría interna, tolerancia y lubricante. Hoy en día, los fabricantes de rodamientos de rodadura esférica siguen investigando para obtener soluciones más ecológicas y energéticamente eficientes.

## Aplicaciones
Los cojinetes de rodadura esférica se utilizan en innumerables aplicaciones industriales, donde se combinan cargas pesadas, velocidades moderadas y posiblemente desalineación. Algunas áreas de aplicación comunes son:
- Cajas de cambio
- Turbinas eólicas
- Máquinas de colada continua
- Manipulación de materiales
- Equipos de bombeo
- Ventiladores y sopladores mecánicos
- Maquinaria de construcción y de minería
- Equipos de procesamiento de pulpa y papel
- Propulsión marina y perforación en altamar
- Vehículos todoterreno